# Maka (langue tchadique)
Pour les articles homonymes, voir Maka.
Ne doit pas être confondu avec Maká (langue mataguayo) ou maka (langue bantoue).
Le maka ou maha est une langue afro-asiatique parlée au Nigeria.

## Classification
Cette langue fait partie du sous-groupe des langues bole, qui fait lui-même partie de la sous-famille des langues tchadiques occidentales.